# Assortimento
L'assortimento è l'insieme dei beni o servizi (referenze) che vengono posti in vendita da un operatore commerciale per soddisfare le esigenze dei suoi clienti.
Per una corretta segmentazione viene diviso in categorie e sottocategorie, che raggruppano i prodotti in base a bisogno omogenei soddisfatti.
Un assortimento si misura in ampiezza e profondità.
- Per ampiezza si intende il numero di bisogni soddisfatti da un assortimento.
- Per profondità si intende il numero di referenze che soddisfano un determinato bisogno.

Per quanto riguarda la grande distribuzione organizzata si possono anche definire come:
- ampiezza: numero di categorie di beni trattati
- profondità: numero di marche per categoria di beni